# Grabstele des Nemti-ui

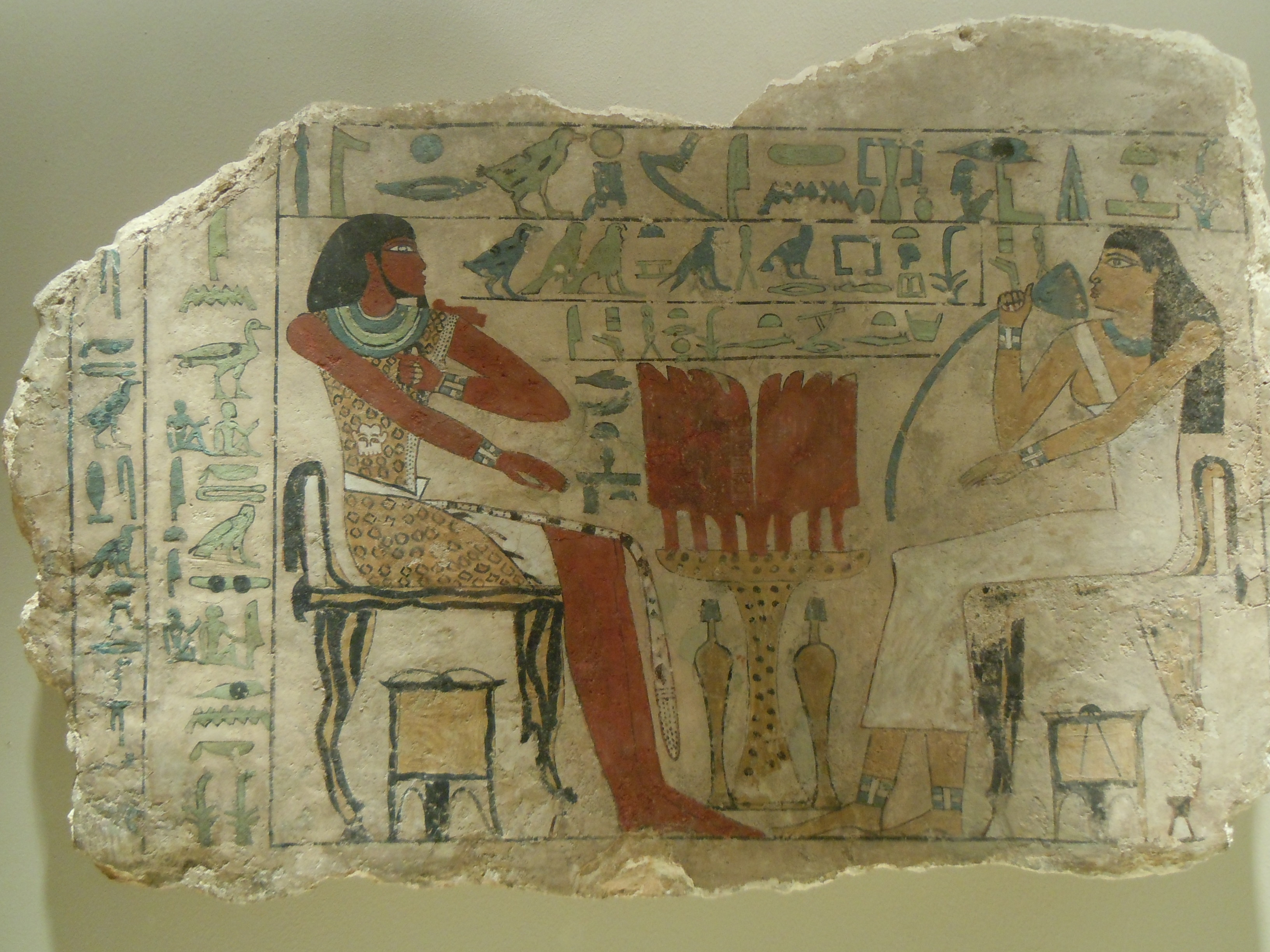
Grabstele des Nemti-ui

Die Grabstele des Nemti-ui (Nmtj.wj) gehört zur ägyptischen Sammlung des Roemer- und Pelizaeus-Museum in Hildesheim (Inventarnummer: PM 1875). Sie stammt aus der frühen 1. Zwischenzeit um 2100 v. Chr., der Übergangszeit zwischen dem Alten und dem Mittleren Reich.

## Fundort
Die Stele wurde von Wilhelm Pelizaeus im Jahr 1914 erworben und gelangte im selben Jahr nach Hildesheim. Das geht aus Frachtunterlagen und Briefen von Wilhelm Pelizaeus hervor. Kulttopographische Bezüge der Namensbildung des Nemti-ui verweisen auf eine Herkunft des Stückes aus Achmim, der Hauptstadt des 9. oberägyptischen Gaues, die auf dem östlichen Nilufer liegt. Hier wurde der Lokal-/Gaugott Min verehrt. Angebracht war die Grabstele vermutlich in der Kultkammer eines Felsengrabs. Formale, stilistische und orthographische Kriterien sichern die Datierung der Stele in die frühe 1. Zwischenzeit.

## Größe
Die Stele ist 40,5 cm hoch, 58 cm breit und 5,4 cm tief.

## Beschreibung und Bedeutung der Grabstele
Die vollständig erhaltene Grabstele besteht aus einer rechteckigen Kalksteinplatte, die auf der Vorderseite geglättet und mit einer feinen Stuckschicht überzogen ist. Die Ränder der Stele verlaufen sehr ungleichmäßig und die Rückseite ist grob behauen. Die Bilder und Texte sind aufgemalt und die Farben weisen noch weitgehend ihre originale Intensität auf. Dargestellt wird eine typische Speiseopferszene. Sie zeigt den königlichen Feldvorsteher, den Grabherrn Nemti-ui und seine Frau Hepi. Beide sitzen sich am Speisetisch gegenüber. Der rechte Arm des Nemti-ui und der linke Arm von Hepi sind zum Tisch hin vorgestreckt, auf dem sich eine nach rechts und eine nach links gewandte Gruppe von Schilfblatthieroglyphen anstelle von Broten befinden. Dieses vom ägyptischen Wort Sechet „Feld“ abgeleitete Bildikon verweist darauf, dass die Ernte eines ganzen Feldes für die Opferbrote zur Verfügung stehen soll. Unter dem Tisch befinden sich zwei hohe Krüge. Diese Szene sichert symbolisch die Versorgung des Verstorbenen und seiner Frau im Jenseits und nicht nur mit Brot und Bier, sondern mit allen Speisen, die der Verstorbene im Jenseits begehrt. Das Paar sitzt in aufrechter, würdevoller Haltung auf Stühlen mit niedriger Rückenlehne und raubkatzenförmigen Beinen. Unter den Stühlen befindet sich jeweils eine Truhe. Nemti-ui trägt einen weißen kurzen Schurz und ein Pantherfell, das auf seine Funktion als Sem-Priester beim Bestattungsritual verweist. Der Tierkopf erscheint als Anhänger auf seiner Brust und der lange Schwanz hängt weit über die Knie bis zu den Fußgelenken hinab. Die schwarze Perücke, ein kurzer Zeremonialbart, ein mehrreihiger Halskragen, ein Knotenamulett über der Schulter und Armbänder vervollständigen seine Kleidung. Seine linke Hand ist vor der Brust geballt und hält ein Schleifenamulett. Die Frau des Grabherrn trägt ein wadenlanges, enganliegendes weißes Trägergewand, an den Hand- und Fußgelenken Schmuckbänder sowie eine Halskette. Mit ihrer rechten Hand hält sie eine Lotosblüte an ihre Nase.
Die dreizeilige Inschrift über den beiden Figuren beinhaltet Opfergebete, was darauf verweist, dass der König dem Totengott Osiris Opferspeisen garantiert und dieser deshalb für die Versorgung des Verstorbenen und seiner Frau Hepi im Totenreich sorgt. Die beiden senkrecht verlaufenden Inschriften hinter Nemti-ui beinhalten die Weihinschrift der Söhne Tjemzi und Iti, die diese Grabstele für ihren Vater gestiftet haben.
Auf den ersten Blick fällt dem Betrachter der Grabstele auf, dass der Proportionskanon, der im Alten Reich üblich war, nicht mehr angewendet wird. Die Beine der beiden Figuren sind im Verhältnis zum Körper sehr lang und die Knie sehr spitz; die Augen sind sehr schmal, die Nasen lang und die Lippen nach vorne geschoben. Besonders auffällig ist die nach außen verdrehte linke Hand des Nemti-ui mit deutlich markierten Fingernägeln. All diese Charakteristika deuten auf die Kunstepoche der 1. Zwischenzeit (2216–2025 v. Chr.) hin.